# Acacia gilesiana
Acacia gilesiana är en ärtväxtart som beskrevs av Ferdinand von Mueller. Acacia gilesiana ingår i släktet akacior, och familjen ärtväxter. Inga underarter finns listade i Catalogue of Life.